# الواضحة (كتاب)
الواضحة أو الواضحة في الفقه والسنن، كتاب فقهي من أمهات مذهب الإمام مالك، وهو الأم الثانية بعد المدونة ضمن الأمهات الأربع: المدونة والواضحة والعتبية والموازية.

## اسم الكتاب
اسم الكتاب حسبما ذكر جل المؤرخين هو " الواضحة في الفقه والسنن، وسماه الضبي: الواضحة في الحديث والمسائل على أبواب الفقه، وأغرب حاجي خليفة فسماه "الواضحة في إعراب القرآن" في كتابه "كشف الظنون".

## موضوع الكتاب
كتاب الواضحة في الفقه والسنن " كتاب فقهي من أمهات مذهب الإمام مالك وهو الأم الثانية بعد المدونة ضمن الأمهات الأربع: المدونة والواضحة والعتبية والموازية.
وجدير بالذكر أنه قد تم تحقيق جزء منها كأطروحة دكتوراه في قسم الدراسات الإسلامية في كلية الآداب بجامعة بون.

## قيمة الكتاب
كتاب " الواضحة " هو من أشهر مؤلفات ابن حبيب، ذكرها عياض في " ترتيب المدارك " فقال: " لم يؤلف مثلها "، وسئل يوسف المغامي تلميذ ابن حبيب فقيل له: " لو أوضحت هذا السماع في واضحة ابن حبيب، فقال: "حاولت ذلك فوجدت نفسي معه كمرقع الخز باللبود"؛

وقال الضبي في «بغية الملتمس»: «وله في الفقه – أي لابن حبيب – الكتاب الكبير المسمى بالواضحة في الحديث والمسائل على أبواب الفقه».
وقد قال العتبي عند ذكر الواضحة: «رحم الله عبد الملك ما أعلم أحدا ألف على مذهب أهل المدينة تأليفه، ولا لطالب أنفع من كتبه ولا أحسن من اختياره».
وقال عنها المقري في «نفح الطيب»: «كتاب كبير مفيد»، وقال في موضع آخر: «والمالكيون لا تمانع بينهم في فضلها واستحسانهم إياها».

## 2)	منهج ابن حبيب في الواضحة.
لا بد من الإشارة أن كتاب «الواضحة» كتاب عزيز الوجود شبه مفقود كاملا، إلا بقايا عبارة عن جزء منه في خزانة القرويين وتبلغ أوراقه أربعا وعشرين ورقة، تحت رقم 809، مزبورا بعنوان «رغائب الوضوء والغسل»، مع قطع أخرى موجودة بالمكتبة الأثرية بالقيروان، وعليه فإنا سنذكر الأمثلة التوضيحية التمثيلية مستقاة من مصورة نسخة القرويين، مشفوعة كذلك بأمثلة من كتاب آخر حفظ لنا شيئا يسيرا من «الواضحة»(عبارة عن 40 أربعين نقلا) هو كتاب «الإعلان بأحكام البنيان» لأبي عبد الله محمد بن إبراهيم اللخمي المعروف بابن الرامي البناء.

## المنهج الشكلي
يبرز لنا محمد العابد الفاسي- محافظ خزانة القرويين سابقا- في فهرسته لها طريقة ابن حبيب في كتابه «الواضحة» قائلا: «طريقة ابن حبيب في كتابه هذا أنه يأتي بالترجمة ويورد أحاديث بسنده ثم يقول عقب ذلك قال عبد الملك، ويشرح بعض الألفاظ الواردة في الحديث».
مثال 1:
قال عبد الملك: كان من مضى في مبتدأ الإسلام يكتفون من الاستنجاء بالماء بالتمسح بالحجارة من البول والغائط، روى مالك إجازة ذلك عن هشام بن عروة عن أبيه أن رسول الله صلى الله عليه وسلم سئل عن الاستطابة فقال: «أولا يجد أحدكم ثلاثة أحجار»؛ وروى عن يحيى بن سعيد أنه سمع رجلا يسأل سعيد بن المسيب عن الوضوء من الغائط بالماء فقال سعيد: «إنما ذلك وضوء النساء».

قال عبد الملك: يعني أن الاستنجاء بالماء يومئذ إنما كان للنساء وأن الرجال كانوا يكتفون بالتمسح بالحجارة.
مثال 2:
قال ابن حبيب: وحدثني أسد بن موسى بن عباد بن العوام عن يحيى بن عروة بن الزبير عن أبيه أن رجلا غرس في أرض رجل من الأنصار نخلة فاختصما إلى رسول الله صلى الله عليه وسلم فقضى للأنصاري بأرضه وللآخر أن ينزع نخلته.
وحدثني مطرف عن مالك عن حميد بن قيس عن مجاهد أن رجلا أحيى أرضا مواتا لا يظنها لأحد فغرس فيها وعمر ثم جاء رجل فأقام عليه البينة أنها له، فاختصما إلى عمر بن الخطاب، فقال إن شئت قومت عليك ما أحدث فيها فأعطيته إياه وكانت لك، وإن شئت أن يعطيك قيمة أرضك أعطاك.
قال ابن حبيب: فافترق القضاء في حديث رسول الله صلى الله عليه وسلم وحديث عمر بن الخطاب بافتراق فعليهما، فإن غرس الغارس في أرض الأنصاري ظلما على غير شبهة، كان القضاء فيه أن يقلع غرسه إلا أن يشاء صاحب الأرض أن يعطيه قيمته مقلوعا، وغرس الغارس في حديث عمر على شبهة حين ظن أنها موات لا يظنها لأحد، فقضى له بقيمة غرسه وعمارته ثابتة غير مقلوعة.
قال ابن حبيب: «وكذلك كل من بنى أو غرس على شبهة ملك وحق» اه.
ولا يكتفي الإمام ابن حبيب بشرح وبيان الأثر الذي ساقه من عنده، بل يعزو القول إلى شيوخه من تلاميذ مالك كمطرف وابن الماجشون وأصبغ، فإن كان سؤالا مباشرا سأله قال:«سألت»، وإن كان كتابة، قال:«كتبت».
مثال السؤال:

يقول ابن حبيب: «وسألت مطرفا عن ذلك، وكيف يكون الغرم بينهما على قدر ما لهما من الدار أو على قدر الجماجم؟ فقال لي مطرف بل على قـدر الجماجم».
مثال الكتابة:

يقول ابن حبيب: «كتبت إلي أصبغ بن فرج أسأله عن الرجل تكون له الشجرة الواحدة أو الشجرات في أرض الرجل فيريد صاحب الأرض التحظير على أرضه بجدار...»؛ فكتب إلي: «يفترق الجواب فيه على افتراق وجوهه...» 

### ب- المنهج الموضوعي
من خلال ما توفر من «الواضحة» من مخطوط القرويين، ومن كتاب «النوادر والزيادات» وكتاب «الإعلام بأحكام البنيان» يمكن استخلاص الملاحظات التالية:
أ- إكثار ابن حبيب من اعتماد أقوال شيخيه مطرف وابن الماجشون: مع ملاحظة أنه في كثير من الأحيان تتحد آراء هذين القطبين من أقطاب مدرسة المدينة.
ب- حرصه على تقييد آراء من لقي من تلاميذ مالك: فنراه يقيد ما تحمله عن مطرف وعن ابن الماجشون وعن أصبغ وعن ابن القاسم وعن ابن نافع وعن ابن أبي أويس وعن ابن عبد الحكم...
يقول ابن حبيب: «وسألت مطرفا عن ذلك...».
«سألت ابن الماجشون عن ذلك».
«سمعت مطرفا وابن الماجشون يقولان: سمعنا مالكا غير ما مرة يقول: كل من بنى في أرض قوم بإذنهم أو بعملهم فله قيمة بنائه قائما ثابتا وكل من بنى في أرض قوم بغير إذنهم ولا علمهم فإنما يعطى قيمة عمله منقوصا مطروحا بالأرض...».
قال ابن حبيب: «سئل ابن القاسم عن الرجل تكون له الأرض البيضاء والطريق يشقها فأراد أن يحول الطريق عن موضعها إلى موضع آخر في أرضه وهو أرفق به وتأهل الطريق».
قال ابن حبيب: «وقال ابن نافع أيضا مثله».
قال ابن حبيب: «سألت أصبغ عن أرض لرجل في وسط أرض لأقوام...».
قال ابن حبيب: " وسألت أصبغ وابن عبد الحكم عنه أيضا فقالا لي: هو قولنا وقول أصحابنا كلهم وروايتهم عن مالك.